# 聶慎行
聶慎行（？—？），字駿如，號雙凡，南直隸松江府華亭縣人，民籍，明朝政治人物。

## 生平
萬曆四十六年（1618年）戊午科應天鄉試舉人，天啟二年（1622年）壬戌科進士。授工部主事，改吏部主事，七年（1627年）任河南鄉試同考官，同年升驗封司員外郎，八月工部尚書薛鳳翔題敘殿工，升郎中，崇禎二年（1629年）四月削籍。